# Eldonnia
Eldonnia é um gênero de aranhas da família Linyphiidae descrito em 2008.